# Wtfast
wtfast는 최적화된 게이밍 네트워크를 제공하는 캐나다의 기업으로서, MMO, FPS, MOBA 게이머를 위한 GPN(Gamers Private Network)으로 알려져 있다. 온라인 게이머들이 방해를 받지 않는 연결로 게이밍 서버에 접속하기 위해 사용하는 플랫폼의 하나이다. 이 기업은 AAA 인터넷 퍼블리싱에 의해 운영되고 있으며 본사는 캐나다 켈로나에 위치해 있다.

## 역사
이 기업은 인터넷 및 기술 서비스를 제공하기 위해 처음에 1997년 Rob Bartlett에 의해 "AAA Internet Publishing Inc."라는 이름으로 설립되었다. 상표명 wtfast는 2009년 12월 1일 등록되었으며 이 기업은 그 이후로 MMO 게임의 렉 감소 서비스를 제공하기 위해 해당 이름으로 운영되고 있다.